# 吉川達哉
吉川達哉（よしかわ たつや）は、日本のイラストレーター・キャラクターデザイナー・ゲームクリエイター。奈良県出身。男性。

## 人物
- 1992年に株式会社カプコン入社。主に『ブレス オブ ファイア』シリーズのキャラクターデザインを手掛ける。彼が手掛けるデザインはゲーム業界内外にもファンが多い。
- 尊敬する絵描きは安田朗、士郎正宗。
- 『ブレスオブファイア3公式設定資料集』では、『1』ではキャラ絵の清書（デザインは『ロックマン』等の稲船敬二）、『2』ではキャラクターデザインとグラフィックを担当したという話も掲載されている。

## 作風
- 油絵を主体とした少年漫画的絵柄。近年ではデジタル着色に移行したが、手彩の温かみを残した絵柄にしている。士朗正宗の作風に影響を受けており、肉感の出し方が巧妙である。癖の無い絵柄にはファンが多く、『ブレスオブファイア』シリーズの設定資料集には毎回自身の手掛けたデザインやイラストが掲載されている。新鮮且つ、力強い絵柄だが、『ブレス オブ ファイアV ドラゴンクォーター』ではスマートな造詣が目立つスタイリッシュな絵柄になった。
- メインイラストを描く時には「ストーリーを1枚絵に集約させる」のが信条とのこと。

## 来歴
1993年
- 4月、株式会社カプコン入社。コンシューマー制作部に配属。
- 『ブレス オブ ファイア 竜の戦士』にグラフィッカーとして参加。

1994年
- 『ブレス オブ ファイアII 使命の子』にグラフィッカーとして参加。

1997年
- 『ブレス オブ ファイアIII』でキャラクターデザインを担当。

2000年
- 『ブレス オブ ファイアIV うつろわざるもの』のキャラクターデザインを担当。またエンターブレイン社から『ブレス オブ ファイアIV うつろわざるもの 公式設定資料集』が発売され、デザイナーとして吉川達哉の名前も知られるようになる。

2002年
- 『ブレス オブ ファイアV ドラゴンクォーター』のキャラクターデザインを担当。エンターブレイン社から『ブレス オブ ファイアV ドラゴンクォーター 公式設定資料集』が発売された。

2005年
- 『ロックマンX8』のキャラクターデザインを担当。エンターブレイン社から『ブレス オブ ファイア オフィシャルコンプリートワークス』が発売。シリーズ第1作目から第5作目までのデザインに関する資料が掲載された。

2008年
- 『デビルメイクライ4』のキャラクターデザインを担当。

2010年
- 『ラストランカー』のキャラクターデザイン、グラフィック監修を担当。

2011年
- カプコン退社。フリーランスに転移する。

2012年
- DeNAの『夕暮れのバルキリーズ』のキャラクターデザインを担当。

2013年
- DeNAの『ダンジョンポッパー』のキャラクターデザインを担当。

2014年
- オリフラムのデザイナーとして入社。

2020年
- 無観客個展「吉川達哉展」を開催。

## 作品
- 1993年 『ブレス オブ ファイア 竜の戦士』（グラフィック）
- 1993年 『ロックマンX』（グラフィック）
- 1994年 『ブレス オブ ファイアII 使命の子』（グラフィック）
- 1995年 『ロックマン7 宿命の対決!』（オブジェクトデザイン）
- 1997年 『ブレス オブ ファイアIII』（キャラクターデザイン、販促用イラスト、グラフィック）
- 2000年 『ブレス オブ ファイアIV うつろわざるもの』（キャラクターデザイン、販促用イラスト、グラフィック）
- 2002年 『ミッキーマウスの不思議な鏡』（キャラクターデザイン）
- 2002年 『ブレス オブ ファイアV ドラゴンクォーター』（キャラクターデザイン、販促用イラスト）
- 2002年 『クロックタワー3』（モーションデザイン）
- 2003年 『ロックマンX7』（オブジェクトデザイン）
- 2005年 『ロックマンX8』（ビジュアルディレクター、キャラクターデザイン、販促用イラスト）
- 2005年 『DEMENTO』（アートワーク）
- 2005年 『イレギュラーハンターX』（デザイン統括）
- 2006年 『ロックマンロックマン』（デザイン統括）
- 2007年 『宝島Z バルバロスの秘宝』（キャラクターデザイン）
- 2008年 『デビルメイクライ4』（キャラクターデザイン）
- 2010年 『ラストランカー』（キャラクターデザイン）
- 2016年 『ブブキ・ブランキ』（ブランキデザイン）
- 2019年 『デビルメイクライ5』（キャラクターデザイン）